# Ecuador hívójelkörzetei
Ecuador hívójelkörzetei igazodnak az ország régionális határaihoz, egy hívójelkörzetbe több tartomány is beletartozik.
Ecuador számára az ITU a HC-HD hívójelprefixeket határozta meg.

## Ecuador hívójelkörzetei[1][2][3]
| Prefix | Körzet   | Hely/jelleg      |
| ------ | -------- | ---------------- |
| HC     | 1        | Carchi           |
| HC     | 1        | Imbabura         |
| HC     | 1        | Pichincha        |
| HC     | 2        | Guayas           |
| HC     | 2        | Los Ríos         |
| HC     | 3        | Loja             |
| HC     | 3        | El Oro           |
| HC     | 3        | Zamora Chinchipe |
| HC     | 4        | Esmeraldas       |
| HC     | 4        | Manabí           |
| HC     | 5        | Azuay            |
| HC     | 5        | Cañar            |
| HC     | 5        | Morona Santiago  |
| HC     | 6        | Bolívar          |
| HC     | 6        | Chimborazo       |
| HC     | 6        | Cotopaxi         |
| HC     | 6        | Tungurahua       |
| HC     | 7        | Napo             |
| HC     | 7        | Pastaza          |
| HC     | 7        | Sucumbíos        |
| HC     | 8        | Galápagos        |
| HD     | [0..7,9] | Ecuador          |
| HD     | 8        | Galápagos        |

## Lajstromjel
Vízi és légi járművek lajstromjelezéséhez a HC prefixet használják.